# John Whitley
Pour les articles homonymes, voir Whitley.
John Robinson Whitley, né à Leeds en 1843 et mort à Condette le 22 mars 1922, est un homme d'affaires britannique à l'origine du développement d'abord des expositions du Earls Court Exhibition Centre à Londres depuis 1887 et ensuite de la station du Touquet-Paris-Plage puis de la création de la station d'Hardelot-Plage.
Il était le beau-frère de Louis Aimé Augustin Le Prince.

## Biographie

### Famille et jeunesse
John Whitley est l'un des six enfants, né à Leeds dans le Yorkshire le 13 décembre 1843 du mariage de Joseph Whitley, propriétaire d'une fonderie à Leeds, et de Sarah Robinson,.
Il fait ses premières études à Hemsworth, un quartier de Leeds en Angleterre, ensuite au collège de Piennburg en Allemagne pour apprendre l'allemand, à Blois en France pour le français, et à Sienne en Italie pour l'italien.
Pour compléter sa formation, il suit des cours à l'université de Durham et obtient le titre de Bachelier en Litterature.
Ses études terminées, il fait de nombreux voyages d'études à l'étranger, afin de se documenter sur les grandes industries. Il visite successivement, la France, l'Allemagne, l'Italie, la Suisse, l'Autriche-Hongrie, la Russie, la Turquie, la Hollande, la Belgique, l'Espagne, le Portugal, l'Afrique, les États-Unis d'Amérique et l'Amérique du Sud.
Quadrilingue (anglais, français, italien, allemand), diplômé de plusieurs universités européennes, il commence sa vie professionnelle en créant, associé à son père, des sociétés industrielles en Europe et aux États-Unis.
- Joseph Whitley épouse en 1842 Sarah Robinson
  - Elizabeth Whitley épouse Louis Aimé Augustin Le Prince[5] ;
  - John Whitley épouse Ellen Naylor le 17 février 1871 en la cathédrale de Manchester[6],[7]. De ce mariage, naissent quatre enfants :
    - Arthur (1871-1940) marié en premières noces avec Mabel Jones (?-1910) et en secondes noces avec Mildred Roberts (1882-1965)
      - John Whitley (1905-199?) Air Marshal pendant la Seconde Guerre mondiale et qui portera le titre de sir gagné dans la Royal Air Force.
      - Pamela (1908-1980)
      - Daphné (1914-2009)

    - Helen Dorothy (1874-1929)
    - Béatrice (1878-1950)
    - Marion (1882-1954)[8].

### Les affaires ayant échoué en Angleterre
Après avoir malmené les affaires de son père, Joseph, dans le Yorkshire, il quitte l'Angleterre en 1866 et passe quelques années en France. Il fait plusieurs voyages et se décide à reprendre sa carrière dans son pays natal. Il est associé avec son père dans la maison Whitley-Partners, ingénieurs-mécaniciens à Leeds de 1867 à 1880. Il est le fondateur et directeur en France, Angleterre et Amérique, des sociétés de tentures Lincrusta-Walton, de 1880 à 1884. Inspiré par les expositions universelles en France et à Londres il a l'idée de génie de créer des expositions consacrées à un seul pays. C'est ainsi qu'après avoir sillonné le monde, il installe sur un terrain vague à Earl's Court, à l'ouest de Londres en 1886 et y invite les industriels des États-Unis. Ainsi commence l'histoire du grand terrain et ensuite de la salle d'expositions de Earls Court. Au cœur de sa première exposition se déroule le grand spectacle de Buffalo Bill qui enchante une grande foule ainsi que la Reine Victoria en mai 1887. Il tient à reproduire ce succès en présentant par la suite l'Italie, la France, la Suisse et enfin l'Allemagne à faire la promotion de leurs industries. Les Britanniques s'intéressent peu à ces pays rivaux et Whitley déçu poursuit d'autres projets.

### L'aventure du Touquet

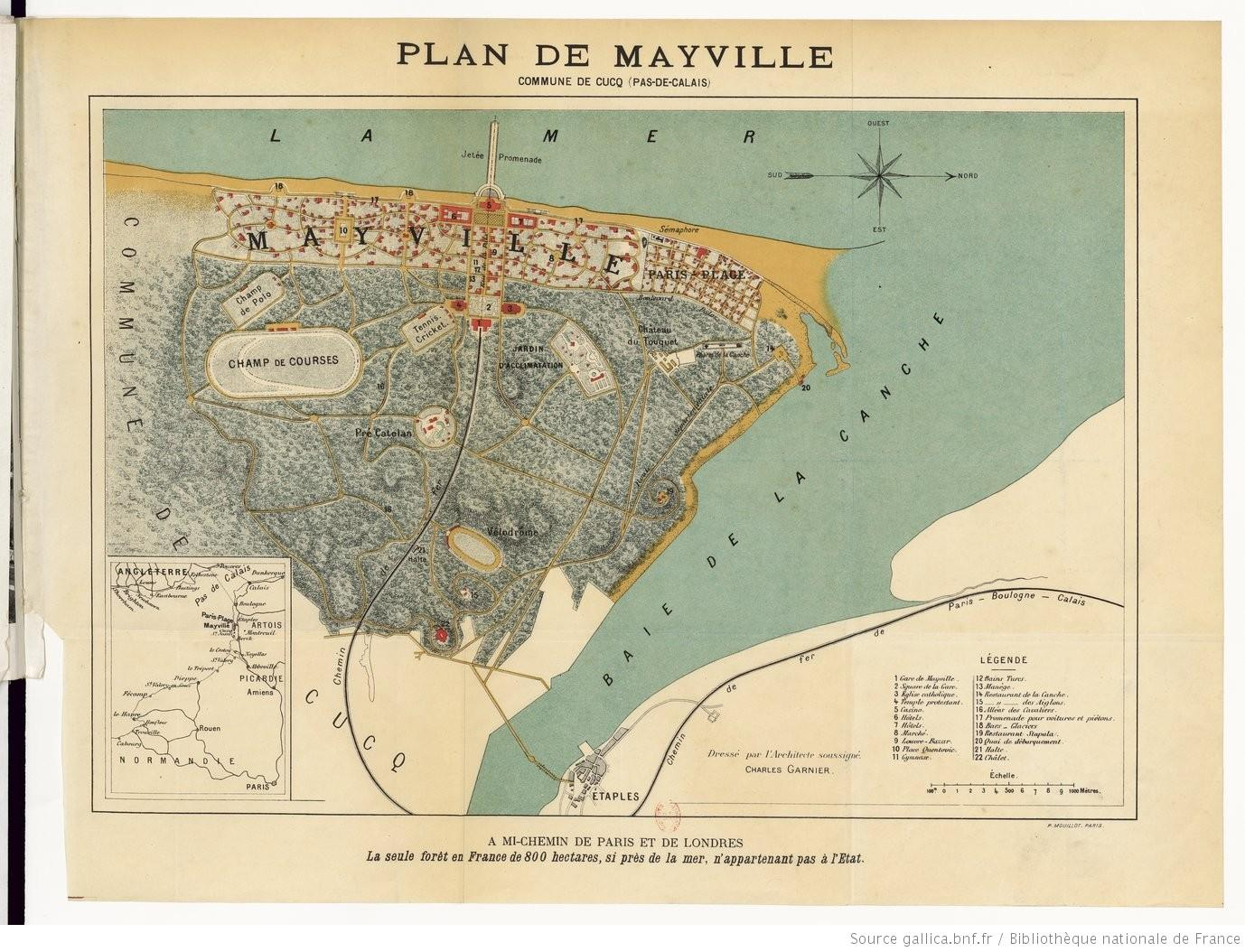
Plan du projet Mayville.

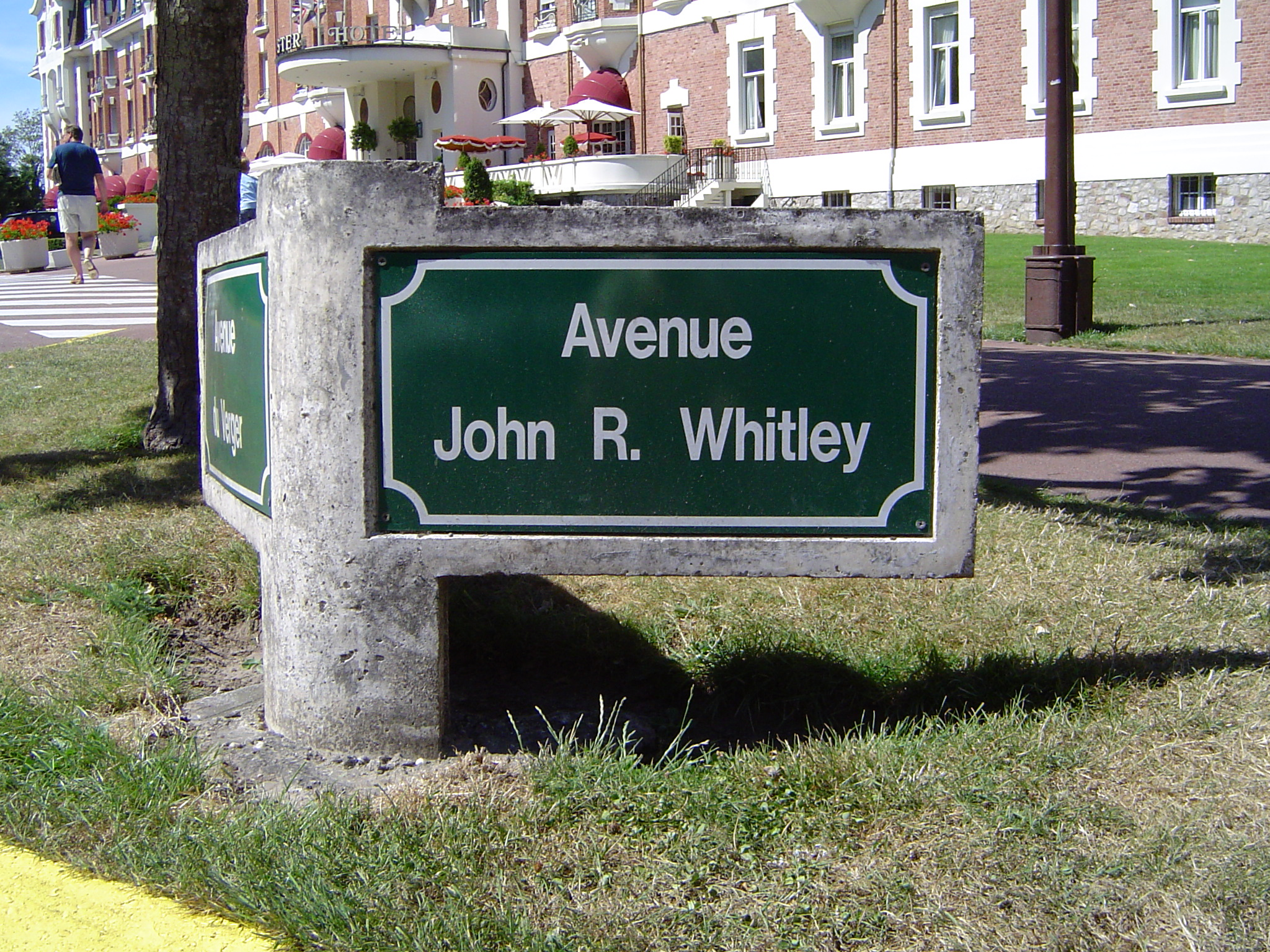
Plaque de rue au Touquet-Paris-Plage.

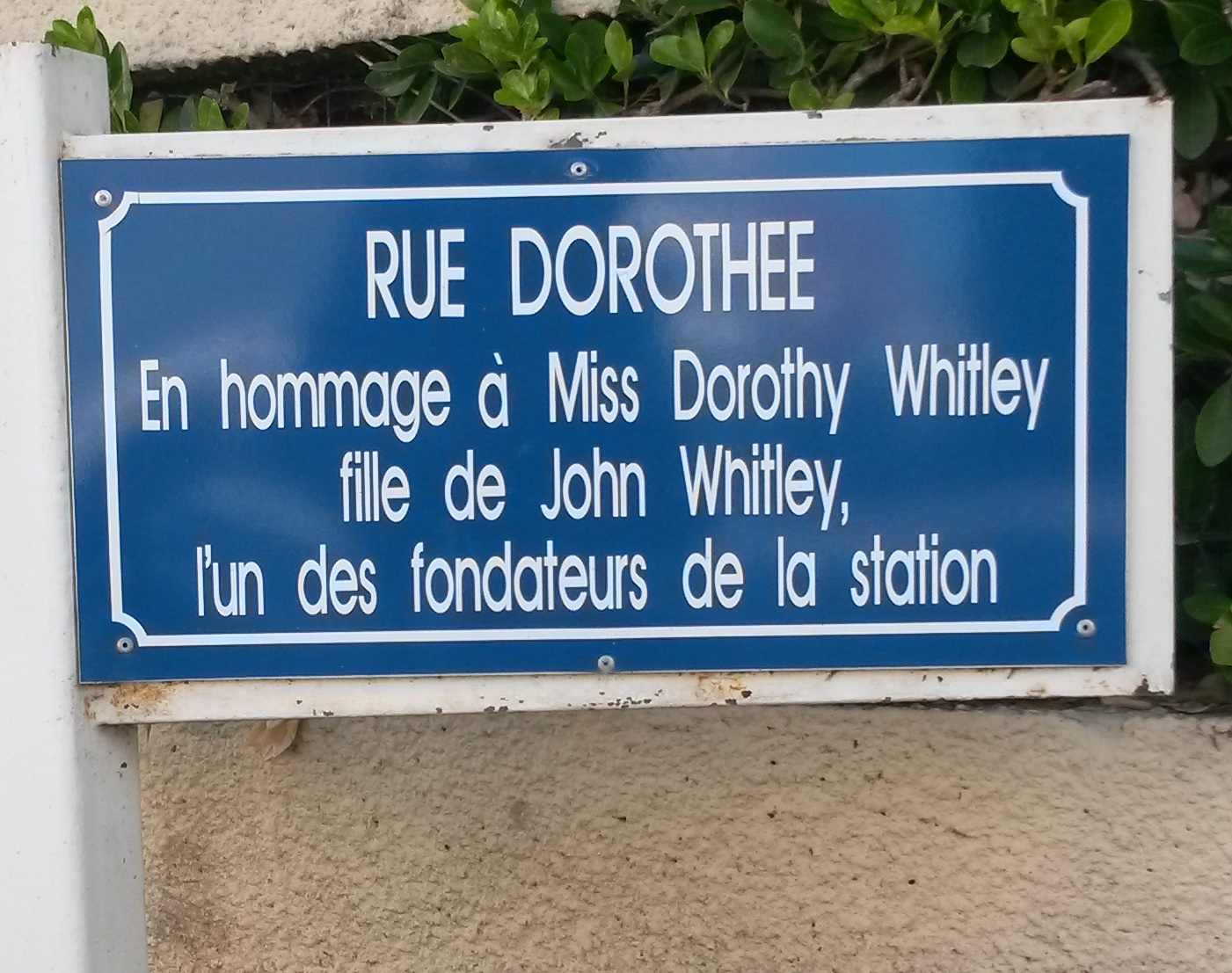
Plaque de rue au Touquet-Paris-Plage.

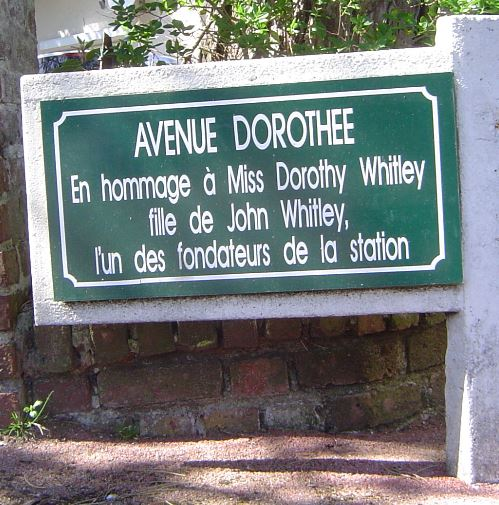
Plaque de rue au Touquet-Paris-Plage.

Vers 1892, il rêve à une création d'un ordre tout différent de celui qu'il poursuit, l'amitié du roi Édouard VII avec le gouvernement français offre les conditions d'une entente cordiale entre la France et l'Angleterre, il se met à chercher sur les rives de la Manche, entre Saint-Valery-sur-Somme et Boulogne-sur-Mer un lieu favorable à la réalisation de ce rêve. Fort-Mahon est envisagée mais est vite abandonnée en faveur d'un site autrement intéressant, entre Berck et la Canche, s'étend une superbe forêt avec la nouvelle station de Paris-Plage, qui compte déjà 350 constructions, 3 hôtels et une église.
Il arrive à Paris-Plage en 1894. Les héritiers Daloz ne sont pas encore vendeurs de leur propriété, il décide d'acheter, vers le sud de Paris-Plage, en bordure de mer, deux kilomètres de côte, sur 500 mètres de profondeur, dans cet espace il devait élever, en l'honneur de la Princesse May une nouvelle station franco-anglaise, nommée Mayville. Puis il crée en 1895, la Mayville Company Ltd, encouragé par un comité de plus de cinquante membres dont Louis Pasteur, Sarah Bernhardt et le duc de Morny.
Le 13 décembre 1894, à l'hôtel des Dunes, il présente son projet devant une assemblée qui l'accueille favorablement, John Whitley fait connaître son projet de création du nouveau lotissement qu'il a baptisé Mayville et dont il a commandé les plans aux architectes, le Français Charles Garnier et l'Anglais Thomas William Cutler. Malheureusement pour lui, des habitants font courir des pétitions, faisant preuve d'une honteuse anglophobie. John Whitley abandonne son projet, quitte le Touquet pour Hardelot où il achète le château.
Il revient toutefois le 16 décembre 1902 pour acheter aux enchères pour la somme de 870 500 F, aux descendants d'Alphonse Daloz, les terrains encore invendus, soit près de 1 100 hectares. Un groupe de propriétaires se constitue en société de façon à conserver les terrains. Ils se fixent un plafond d'enchères à 800 000 francs, n'imaginant pas qu'un enchérisseur extérieur puisse surenchérir. C'est ainsi que John Whitley se retrouve propriétaire de ces 1 100 hectares, grâce à l'aide de son ami banquier Allen Stoneham qui lui avance la somme.
John Whitley et Allen Stoneham, un associé anglais, créent, en 1902, la société du « Touquet Syndicate Ltd ». Pas du tout rancunier, il ne tiendra pas rigueur aux habitants des difficultés vécues quelques années auparavant et fera beaucoup pour le développement du Touquet. Les bureaux de cette société sont installés dans la villa Woodcote située avenue de Picardie (anciennement chemin de grande communication no 119), aujourd'hui, au no 319 avenue de Trépied.
Il commence tout de suite à réaliser les diverses créations imaginées, tout tient dans ce programme : faire du château, de ses dépendances et de la forêt, le plus grand centre d'attraction imaginable.
En 1903, il transforme le château, en hôtel de la Forêt. Des poteaux indicateurs en fonte sont installés pour signaler les directions et les diverses attractions, il y a l'« enclos des enfants », un élégant portique annonce ce parc dans lequel on pénètre par un tourniquet, où se trouve un piqueur, en grande livrée, chargé de percevoir le droit d'entrée, on y trouve des balançoires, des barres parallèles, des jeux de tonneaux... avec des bancs disposés autour pour les parents. Plus loin dans la prairie, à gauche du château, 4 champs de tennis avec à chaque extrémité, deux cabanes rustiques avec un toit de chaume, dans l'une, un bureau pour percevoir les droits dus par les joueurs, et dans l'autre, un confortable buffet pour les consommateurs. À côté du tennis, c'est le racing-club délimité par des poteaux blancs. Dans une plaine au sud du château, est créé un tir aux pigeons. Sur les plus hautes dunes, le mont-stapula et aux Aiglons, sont installés des postes d'observation permettant de découvrir le panorama de la forêt et des alentours. Une route est créée, en quinze jours, du boulevard Daloz jusqu'à toutes ces attractions et au château, cette route marque la fusion entre la plage et la forêt, on y installe l'électricité afin de permettre les promenades du soir.
Pour réaliser des idées aussi vastes, il fallait des capitaux énormes et disponibles de suite, le “Touquet Syndicate Ltd” fait appel la société française d'entreprise et de crédit, dont M. Brunel, ancien président du tribunal de la Seine, est le président, les deux sociétés élaborent un vaste programme qui commence dès le mois de mars sous la surveillance de M. Edmond Grody, administrateur de la société française.
En 1904, sous la direction de M. Martinet, architecte de la société, il fait édifier, à l'extrémité de la plage vers Berck, l'Atlantic Hôtel, il fait construire le premier hôtel de l'Hermitage dans un style rustique et forestier, il crée le premier Casino de la forêt, à l'emplacement de l'hôtel Westminster actuel, c'était l'amorce des grands palaces et de toutes les grandes entreprises. Le Boulevard Daloz était créé, ainsi que le parc public (actuel jardin d'Ypres). Le château a vu sa destination changé, il devient le sélect  “Sporting club” réservé aux seuls membres de cette association. L'ancien potager du château devient un jardin pour la culture des fleurs sous la direction de M. Bongibault. Une société anglaise de Norwich fait construire 5 bungalows sur le chemin du château (actuelle avenue du Château), dans la grande plaine, où se trouvait la maison du garde, est établi un superbe golf-link, une route rendue carrossable en permet l'accès, on y installe un pavillon réservé aux joueurs. Ce sont, en seulement deux ans, les principales transformations effectuées par John Whitley, elles marquent le point de départ de la fusion du Touquet et de Paris-Plage.

Vers 1905, il quitte le Paris-Plage, et part s'installer au château de Condette dans le département du Pas-de-Calais en France avec l'ambition de créer une station balnéaire à Hardelot. Édouard Lévêque nous rapporte une citation de John Whitley

« Je n'abandonnerai jamais l'enfant que j'ai mis au monde, et que j'ai élevé dans les premières années. J'ai d'ailleurs de trop gros intérêts engagés au Touquet. Un jour viendra, où le Touquet et Hardelot-Plage ne feront qu'une seule et même affaire. C'est mon rêve, l'un complétera l'autre ; et, ce jour-là, on ne regrettera pas que je vous aie momentanément quittés »

 
Édouard Lévêque disait de lui

« Il a été pour notre station balnéaire de Paris-Plage, un novateur; on pourrait dire un deuxième fondateur après Alphonse Daloz »

Le 9 juillet 1906, il est nommé membre titulaire de la Société académique de Paris-Plage.

### Le développement d'Hardelot
À la suite de différends, notamment avec Allen Stoneham, il quitte définitivement Le Touquet-Paris-Plage en 1905 et va développer la station voisine d'Hardelot-Plage. Il habite à Condette, dans sa demeure appelée le château de Condette, sise dans l'actuelle rue John-Whitley, ancienne rue du Choquel.

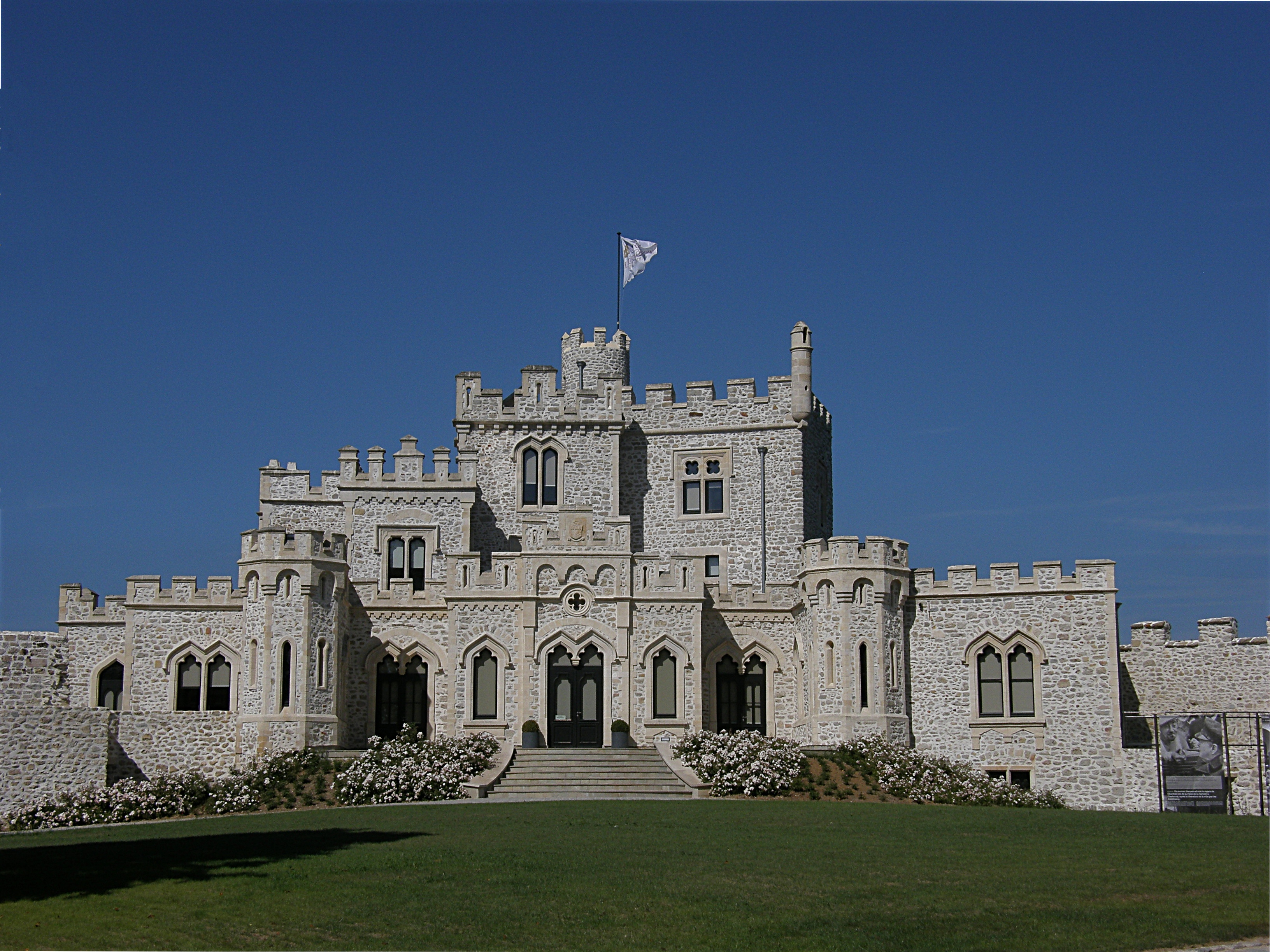
Le château d'Hardelot, que John Whitley acheta en 1897.
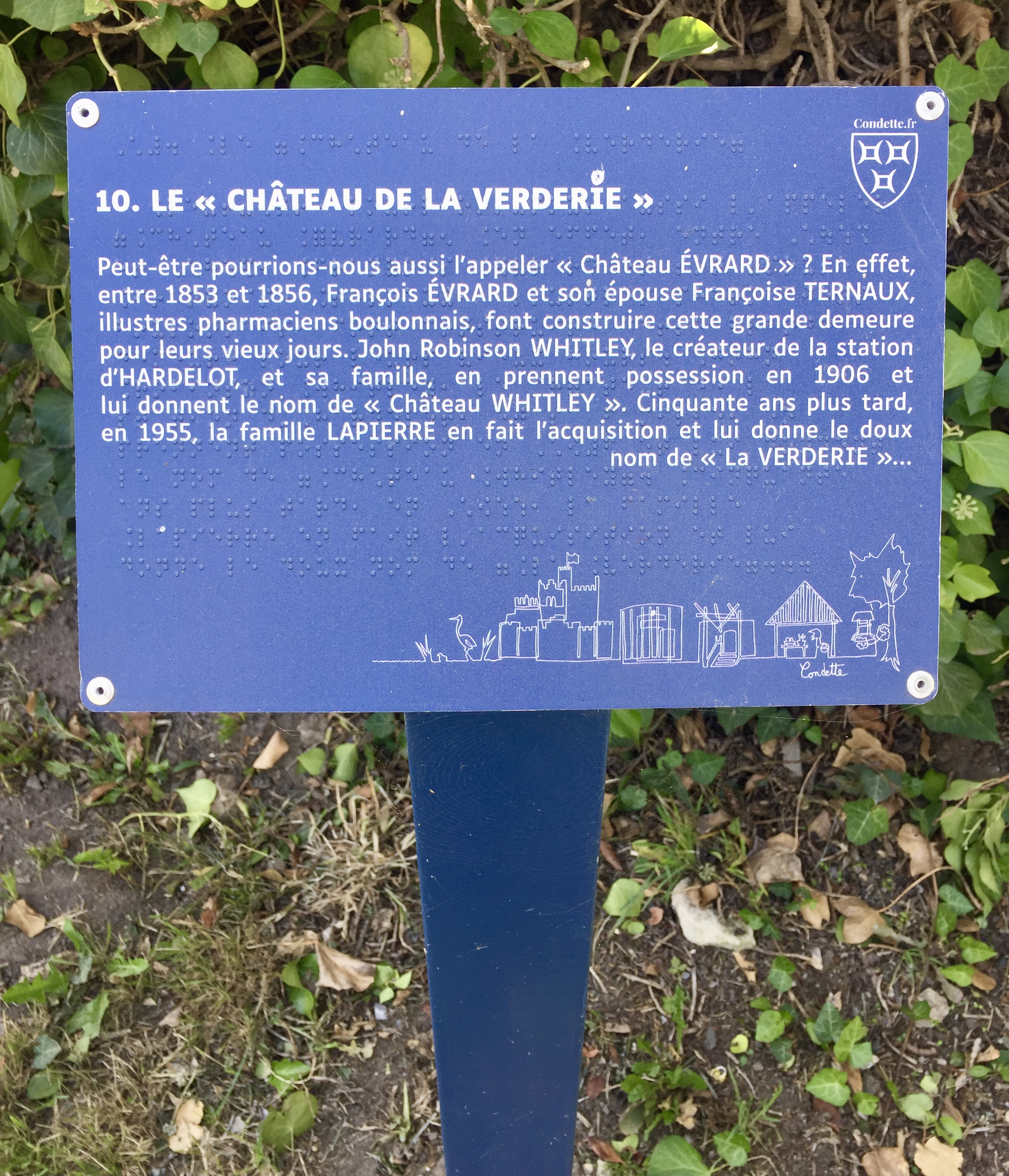
Le panneau explicatif du château de Condette.
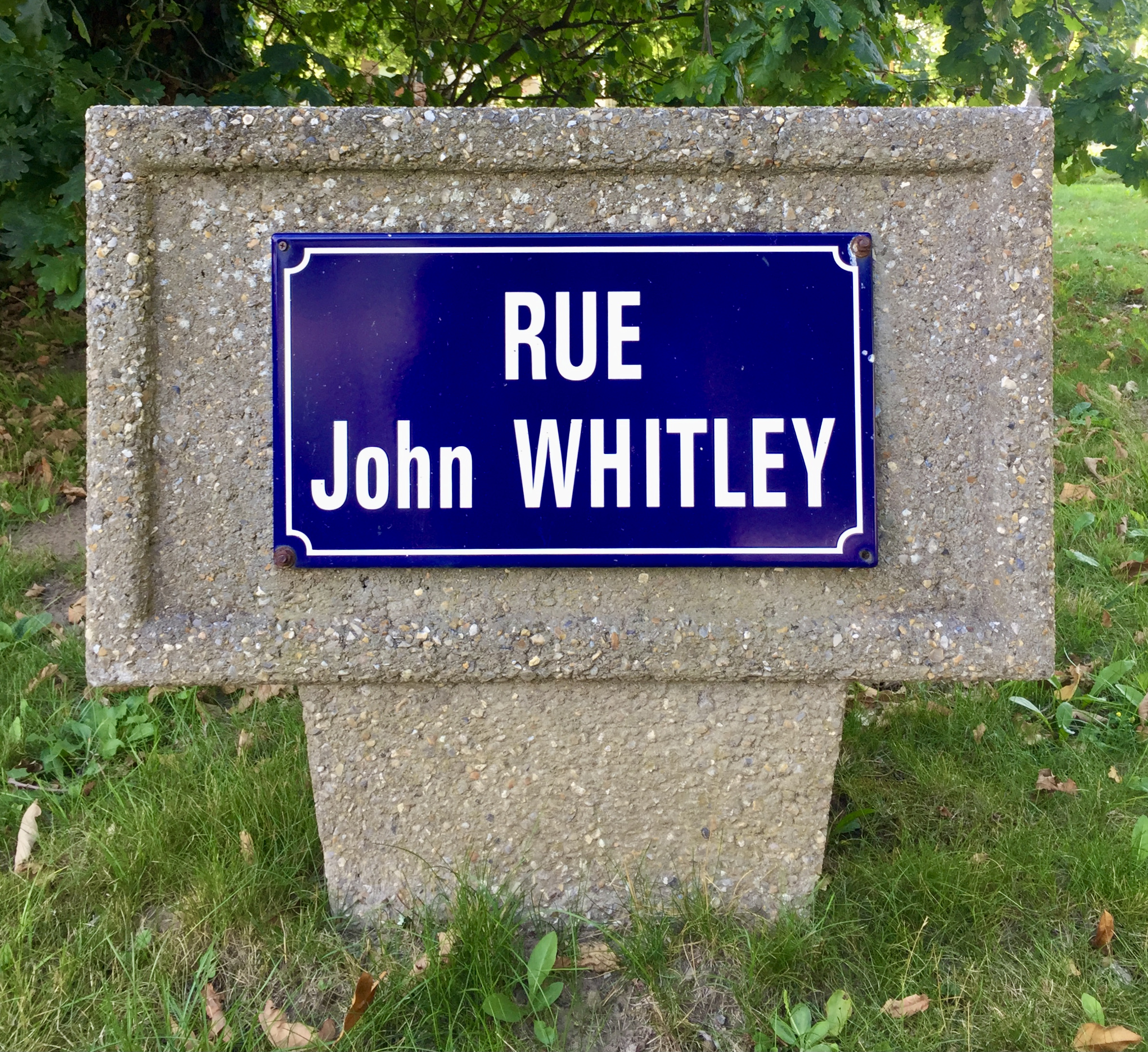
La plaque de rue John Whitley à Condette.

### Mort
John Whitley meurt à Condette le 21 mars 1922 où il est inhumé avec son épouse Ellen et sa fille Dorothy.

## Hommage
Au Touquet-Paris-Plage, John Whitley et sa fille Dorothée ont laissé leur nom et prénom à deux voies, 
l'avenue John-Whitley et 
l'avenue et la rue Dorothée.
À Neufchâtel-Hardelot, il a laissé son nom à une avenue.
À Condette, il a laissé son nom à une rue.

## Pour approfondir